# Ryōta Takahashi
Ryōta Takahashi (髙橋伶太?, Takahashi Ryōta; 14 ottobre 1990) è un giocatore di football americano giapponese che gioca come defensive lineman per i Fujitsu Frontiers.

## Palmarès
- 7 Rice Bowl (Fujitsu Frontiers, 2016, 2017, 2018, 2019, 2021, 2022, 2023)